# Corujão (programa de televisão)
O Corujão é uma sessão de filmes da TV Globo, sendo uma das mais antigas da televisão brasileira. É exibida durante a madrugada dos finais de semana, e destina-se a um público variado.

## História

### Anos 1970-2010
Tem como antecedentes no horário da programação a Coruja Colorida, que ficou até 1976, quando o nome foi alterado para Sessão Coruja, este último ficando no ar até 1986, sendo substituído pelo Corujão. Até 1998, o Corujão era exibido apenas às sextas-feiras, sábados e vésperas de feriado. Tornou-se diário a partir de 2014.
Em 8 de setembro de 2014, devido a concorrência com o SBT, a emissora carioca estreou o novo Corujão, promovendo interatividade e um novo logotipo, além de novas vinheta e identidade visual. O Corujão passou a exibir filmes brasileiros, filmes recém-saídos dos cinema, blockbusters e uma maior variedade de gêneros e nacionalidades. Com tais mudanças, o Corujão consolidou-se como líder de audiência em sua faixa de horário.
No Corujão interativo, toda semana, os telespectadores podiam escolher, entre dois filmes, o que queriam ver na edição de sexta-feira. O vencedor da sessão era sempre anunciado um dia antes da exibição. Isso repetiu a fórmula usada pela sessão de filmes extinta Intercine, que foi exibida entre 1996 e 2010. Após o fim da interatividade, os filmes voltaram a ser escolhidos pela programação da emissora.
Em agosto de 2019, o Corujão perdeu uma hora de espaço da programação, quando o Hora 1 começou a ser exibido às 4 da manhã, e não mais às 5.

### Anos 2020-presente
A partir de 2 de novembro de 2020, a sessão foi exibida após o Conversa com Bial, se fixando nesse horário, de segunda-feira a sexta-feira. Isso foi possível após a Globo encerrar a exibição de séries internacionais, que iam ao ar logo após o talk-show. A estreia no novo horário foi marcada pela exibição do filme Footloose - Ritmo Contagiante.
Entre os dias 3 e 7 de maio de 2021, foi substituído pela Sessão Aventura, para atrair o público para o No Limite.
Ainda no ano de 2021, a sessão exibiu algumas produções originais do Globoplay, sendo a primeira a série Desalma, exibida na semana do Dia das Bruxas e com o nome da sessão alterado para Corujão Mistério. 
Também foi exibida, de 22 a 26 de novembro de 2021, a série Eu, a Vó e a Boi, e assim como aconteceu anteriormente, a sessão também teve seu nome alterado, agora para Corujão Humor.
Desde 30 de maio de 2022, deixou de ser exibida diariamente, dando lugar a re-exibição dos capítulos da Novela das sete e a Sessão Comédia na Madruga, exibindo o seriado Vai que Cola. Atualmente, é exibida durante a madrugada dos sábados e domingos.
Em março de 2025, a sessão voltou a ser exibida diariamente.

## Séries Exibidas

### Década de 2020
| # | Início                 | Término                | Título           | Capítulos na Sessão | Autoria                        | Direção           | Ref.   |
| - | ---------------------- | ---------------------- | ---------------- | ------------------- | ------------------------------ | ----------------- | ------ |
| 1 | 25 de outubro de 2021  | 29 de outubro de 2021  | Desalma          | 5                   | Ana Paula Maia                 | Carlos Manga Jr   | [ 13 ] |
| 2 | 22 de novembro de 2021 | 26 de novembro de 2021 | Eu, a Vó e a Boi | 5                   | Miguel Falabella Eduardo Hanzo | Paulo Silvestrini | [ 14 ] |

## Nomes anteriores

Logotipo do programa usado entre 2004 e 2014.

- Coruja Colorida  - 7 de julho de 1972 a 27 de junho de 1976;
- Sessão Coruja (para a exibição de filmes em preto e branco) e Coruja Colorida (para a exibição de filmes coloridos) - 5 de julho de 1976 a 28 de junho de 1986;
- Corujão - 4 de julho de 1986 - presente.[3]